# Piraña (film)
Piraña è un film del 1978 diretto da Joe Dante. È una sorta di parodia della pellicola di successo di Steven Spielberg del 1975 Lo squalo.

## Trama
In una zona sperduta di Aquarena, due ragazzi, David e Barbara, muoiono per circostanze ignote mentre fanno un bagno nella piscina di un impianto militare. Sulle loro tracce si mettono Maggie McKeown, investigatore privato, e Paul Grougan, tipo abbastanza scorbutico con la mania di alzare il gomito. Arrivati sul posto, svuotano la piscina e trovano sul fondo degli scheletri, notando inoltre che l'acqua è salata. Tramite uno scienziato di nome Robert Hoak, che lavora nel centro ricerche sperimentali annesso all'impianto militare, vengono a conoscenza di una terribile verità: esiste un'operazione "lama di rasoio", trattasi di ricerche scientifiche volute dai vertici militari per rendere impraticabili le acque del Vietnam, tramite produzione di incroci di voraci piraña selezionati per essere adatti a vivere sia in acqua dolce che in acqua salata, ed in grado di riprodursi a ritmo accelerato. Alcuni di quei piraña si trovavano proprio in quella piscina e adesso, a causa dello svuotamento, sono finiti nel fiume.
Maggie e Paul cercano di avvisare la polizia, chiedendo di intervenire per far sì che i famelici pesci non facciano una strage, ma nessuno crede alle loro parole; decidono allora d'intraprendere da soli la loro missione di salvataggio, che però si rivela più ardua del previsto. Infatti, i piraña prolificano con una rapidità impressionante, tanto da sembrare inarrestabili: chiunque si avvicini all'acqua rischia di essere orrendamente dilaniato e mutilato, come puntualmente avviene sia soprattutto nel parco di divertimenti situato più a valle, nel quale avviene un vero e proprio massacro, sia presso la colonia estiva che ospita un gruppo di bambini, tra cui Suzie, la figlia di Paul. Improvvisamente Paul ricorda che nella dismessa acciaieria del paese, situata in un punto in cui il fiume si restringe, si trovano parecchi residui di acidi e sostanze tossiche che certamente eliminerebbero tutti i piraña.
Raggiunto il posto a bordo di un motoscafo assieme a Maggie, si immerge in apnea per raggiungere le valvole che permettono di sprigionare l'acido, quando improvvisamente viene attaccato dai micidiali pesci assassini; tuttavia, riesce nel suo intento e viene tratto in salvo da Maggie, che lo traina via con la corda cui si era legato. I piraña vengono così distrutti prima di raggiungere l'oceano, cosa che avrebbe avuto conseguenze irrimediabili. Maggie riporta a terra l'uomo ferito, che si ricongiunge così con l'amata figlioletta. Alla fine, un giornalista intervista la dottoressa Mengers, una scienziata amica del dottor Hoak, che dapprima afferma che, probabilmente, alcuni piraña potrebbero essere sopravvissuti, ma che sarebbero morti una volta raggiunto il mare, essendo pesci d'acqua dolce, salvo poi mostrare un sorriso malefico, essendo effettivamente consapevole del fatto che quei pesci erano stati modificati per sopravvivere anche in acque salate. 

## Produzione
Il film fu girato soprattutto nel Griffith Park presso Los Angeles e in Texas, a San Marcos, Seguin e Wimberley.
Il costo di produzione è stato di 700 000 dollari e grazie al successo ottenuto dalla pellicola questo fatto ha reso Joe Dante un maestro su come fare un buon film con un budget limitato.

## Promozione
Nei manifesti e nelle locandine utilizzate per la promozione del film all'epoca della sua diffusione nelle sale cinematografiche italiane il titolo del film è in lingua spagnola: "Piraña".
"Pesci assassini dai denti d'acciaio" è la tagline usata per promuovere il film sulla copertina del DVD.

## Distribuzione
Uscito negli Stati Uniti il 3 agosto 1978, il film fu distribuito in Italia dalla United Artists nel febbraio 1979, con doppiaggio affidato alla CD.

### Edizione home video
La pellicola è stata pubblicata in Italia per il circuito home video in DVD nel 2008 dalla Stormovie con il titolo originale Piranha.

## Seguiti e rifacimenti
Il film ha avuto un seguito, Piraña paura (Piranha II: The Spawning, 1982) e alcuni remake.
Film originali
- Piraña (Piranha, 1978)
- Piraña paura (Piranha II: The Spawning, 1982)

Remake
- Piranha - La morte viene dall'acqua (Piranha, 1995)

Saga Reboot
- Piranha 3D (Piranha 3D, 2010)
- Piranha 3DD (Piranha 3DD, 2012)

## Accoglienza

### Incassi
Si è classificato al 94º posto tra i primi 100 film di maggior incasso della stagione cinematografica italiana 1978-1979.

### Critica
In un articolo apparso sul quotidiano La Stampa, pubblicato all'uscita della pellicola nelle sale cinematografiche italiane, viene apprezzata l'efficienza della realizzazione e gli effetti agghiaccianti che ne derivano giudicando spettacolare il risultato ottenuto.